# Epsilon Apodis
Epsilon Apodis (ε Aps, ε Apodis) é uma estrela na constelação de Apus. Tem uma magnitude aparente de 5,06, que é brilhante o bastante para ser vista a olho nu em boas condições de visualização. Com base em medições de paralaxe, está a uma distância de aproximadamente 640 anos-luz (198 parsecs) da Terra.
O tipo espectral de Epsilon Apodis é B3 V, o que significa que é uma estrela massiva, de classe B que está gerando energia através da fusão de hidrogênio em seu núcleo. Epsilon Apodis tem mais que seis vezes a massa do Sol e cerca de quatro vezes o raio. Está irradiando 1 614 vezes mais energia que o Sol a uma temperatura efetiva de 17 050 K. Com esse calor, ela tem o tom azul-branco típico de estrelas de classe B.
Esta estrela está girando rapidamente, com uma velocidade de rotação projetada de 255 km/s. Epsilon Apodis é classificada como uma estrela variável do tipo Gamma Cassiopeiae e seu brilho varia entre magnitudes 4,99 e 5,04.